# Ебергард Мор
Ебергард Мор (нім. Eberhard Mohr; 12 жовтня 1915, Дюссельдорф — 14 березня 1942, Середземне море) — німецький офіцер-підводник, капітан-лейтенант крігсмаріне.

## Біографія
5 квітня 1935 року вступив на флот. З 15 вересня 1941 по 15 січня 1942 року — командир підводного човна U-148, з 2 березня 1942 року — U-133. 14 березня вийшов у свій перший і останній похід. Всього через 2 години U-133 підірвався на німецькій міні, встановленій поблизу острову Саламін. Всі 45 членів екіпажу загинули.

## Звання
- Кандидат в офіцер (5 квітня 1935)
- Морський кадет (25 вересня 1935)
- Фенріх-цур-зее (1 липня 1936)
- Оберфенріх-цур-зее (1 січня 1938)
- Лейтенант-цур-зее (1 липня 1938)
- Оберлейтенант-цур-зее (1 жовтня 1939)
- Капітан-лейтенант (1 березня 1942)

## Нагороди
- Медаль «За вислугу років у Вермахті» 4-го класу (4 роки)
- Залізний хрест 2-го класу (1 листопада 1939)